# Fågeldansen
Fågeldansen är en låt och en gruppdans som var populär i Europa och Nordamerika runt 1980. 

## Ursprung och spridning
Melodin och dansen kommer från Schweiz: Underhållaren och dragspelaren Werner Thomas skapade melodin redan 1957 under namnet Chip-Chip. Han utvecklade även dansen runt 1963. Vid denna tid arbetade Werner Thomas i Davos. Den belgiska skivbolagschefen Louis van Rijmenant hörde honom och den första inspelningen utgavs på "Cannon" av Bobby Setters "Cash and Carry" 1973. 1979 började den få större spridning under namnet Ententanz (Anddansen), och blev 1981 en stor hit i ett flertal europeiska länder, främst tack vare den nederländska gruppen Electronica’s instrumentala version De Vogeltjesdans resp. Dance Little Bird. På engelska kallas den också Chicken Dance. Således har sången kopplats ihop med olika fågelarter på olika språk. Man räknar med att det gjorts 300 covers.

## I Sverige
En svensk cover utgavs i september 1981 på ett av Bert Karlssons bolag, tillfälligt skivmärke, Duck Records, där rösten av den från närradiostationen Radio SBC kände discjockeyn Lasse Lundeberg hörs som "Rapping Duck" till melodin. Senare på året kom den även på skiva med dansbandet Curt Haagers, dels som en singel och dels på albumet Dansa Kvack Kvack. Den finns både med text (Vill du dansa som en sparv...) och rent instrumental. Tillsammans med den fågelartade dansen blev den en landsplåga.
Under namnet Fågelsången låg den på Svensktoppen med Curt Haagers i 10 veckor under perioden 24 januari-28 mars 1982. De fyra första veckorna låg den på förstaplats.

## Rörelser till Fågeldansen

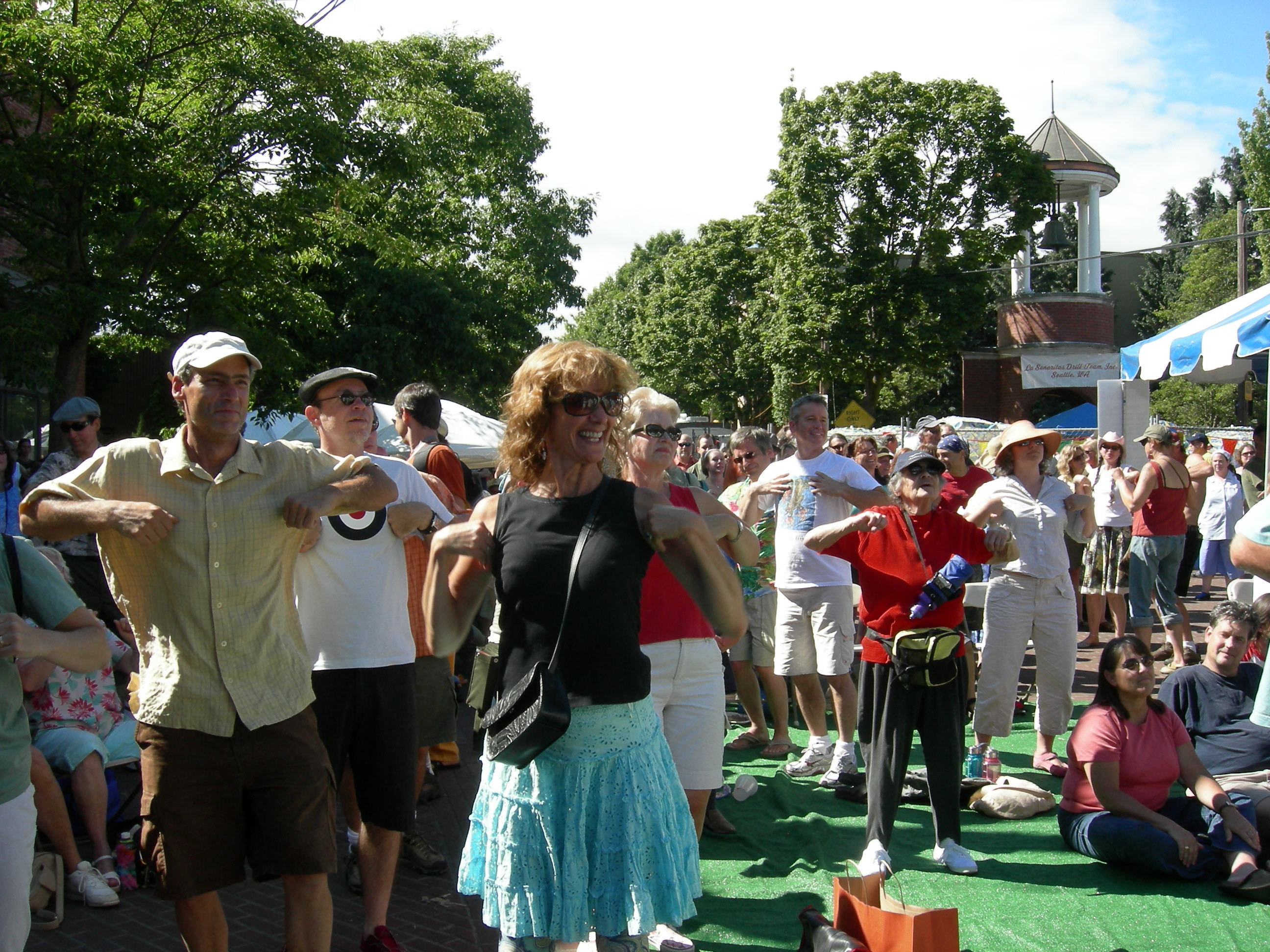
De dansande formar vingar med armarna.

Ett vanligt rörelsemönster till Fågeldansen (variationer förekommer) är:
- Ett antal personer bildar en stor cirkel, alla riktade mot cirkelns mitt.
- När musiken börjar, forma en fågelnäbb med händerna. Öppna och stäng händerna fyra gånger, under de första fyra taktslagen.
- Forma vingar med armarna. Flaxa fyra gånger med armarna, under de följande fyra taktslagen.
- Forma stjärtfjädrar med armar och händerna. Vrid/skaka kroppen nedåt under de följande fyra taktslagen.
- Klappa händerna fyra gånger under de följande taktslagen.
- Upprepa dessa steg fyra gånger.
- Efter fjärde gången, snurra åt höger tillsammans med en danspartner under åtta taktslag och med högerarmarna i armkrok.
- Byt riktning och snurra åt vänster med din danspartner under åtta taktslag.
- Dansen upprepas, successivt snabbare, tills musiken tar slut.